# Dance Dreams: Hot Chocolate Nutcracker
Dance Dreams: Hot Chocolate Nutcracker è un film documentario americano del 2020 diretto da Oliver Bokelberg.

## Trama
Il film segue Debbie Allen e i suoi studenti della Debbie Allen Dance Academy e ne offre uno sguardo dietro le quinte mentre si preparano per la loro premiata versione natalizia annuale dello Schiaccianoci , chiamata "Schiaccianoci al cioccolato" .

## Distribuzione
È stato prodotto da Shondaland che aveva già lavorato con l'Allen in Grey's Anatomy ed è stato distribuito su Netflix il 27 novembre 2020.